# 杨晓渡
杨晓渡（1953年10月26日—），汉族，上海人，中国共产黨、中华人民共和国政治人物，原副国级领导人。上海中医学院（现上海中医药大学）药学系药学专业毕业，大学学历，中共中央党校研究生。1970年5月参加工作，1973年9月加入中国共产党，曾是中共第十八届中纪委委员、常委、副書記，第十九届中央纪委副书记，第十九届中央委员、中央政治局委员、书记处书记。曾任中国共产党中央纪律检查委员会副书记、中华人民共和国国家监察委员会主任。现任中国残疾人联合会名誉主席。外界一些媒体猜测其可能为习近平派系的成员。

## 生平

### 援藏干部时期
1970年5月，任安徽省太和县宋集公社高庙大队知青。1973年9月，在上海中医学院药学系药学专业学习。
1976年12月，任西藏自治区那曲地区医药公司股长、副经理。1984年1月，任那曲地区医院党委书记。1986年9月，任那曲地区行署副专员。1992年12月，任中共昌都地委副书记、行署副专员。1995年7月，任西藏自治区财政厅厅长。1998年5月，任西藏自治区人民政府副主席。

### 上海市领导
2001年5月，在西藏工作25年之后，48岁的杨晓渡回到上海，任上海市人民政府副市长兼上海市文物管理委员会主任（1998年9月到2001年7月，在中共中央党校研究生院在职研究生班法学理论专业学习）。
2006年10月，任中共上海市委常委、统战部部长，上海市社会主义学院院长、党组书记。2012年5月，任中共上海市委常委、市纪委书记。2012年11月14日，当选中国共产党第十八届中央纪律检查委员会委员。

### 中央纪委和国家监委
2013年10月，任进驻国土资源部巡视的中共中央纪律检查委员会第三巡视组（第二轮）组长。2014年1月15日，被增选为中共中央纪委常委、副书记。2014年3月，任中共中央纪委副书记、机关党委书记。2016年12月25日，任中华人民共和国监察部部长。2017年1月11日，兼任国家预防腐败局局长、中央深化国家监察体制改革试点工作领导小组成员、党组成员兼办公室主任。2月，任中央巡视工作领导小组成员。杨晓渡在担任中央纪委副书记期间，分管的是第2纪检监察室（联系国务院部门和其他相关单位）和第9纪检监察室（联系陕西、甘肃、青海、宁夏、新疆及新疆生产建设兵团）等。
从2014年1月至中共十九大召开为止，在杨晓渡的分管范围内有青海省西宁市委原书记毛小兵、甘肃省委原书记王三运、省人大常委会原副主任陆武成、国家安监总局原局长杨栋梁、国家安全部原副部长马建、国家统计局原局长王保安、国台办原副主任龚清概、司法部原政治部主任卢恩光、司法部原部长吴爱英、民政部原部长李立国等十几名省部级官员遭到查办。
2017年10月25日，64岁的杨晓渡在中共十九届一中全会当选为中共中央政治局委员、中央书记处书记，进入党和国家领导人行列，成为三十年来首位进入中央政治局的中央纪委副书记，杨晓渡也成为纪检系统内仅次于中央纪委书记赵乐际的二号人物。2018年2月24日，当选为第十三届全国人大代表。2018年3月18日，在第十三届全国人民代表大会第一次会议第六次全体会议上，当选为第一任中华人民共和国国家监察委员会主任。
2022年10月23日，69岁的杨晓渡在中共二十届一中全会后卸任中共中央政治局委员、中央书记处书记和中央纪委第一副书记等职务，并在十四届全国人大一次会议后卸任国家监察委主任后退休，由刘金国接任。

### 中国残联名誉主席
2023年9月20日，70岁的杨晓渡在中国残联第八届全国代表大会上，接替邓朴方当选主席团名誉主席。